# 第三大陆桥
第三大陆桥（英語：Third Mainland Bridge），官方名为易卜拉欣·巴班吉达大桥（Ibrahim Babangida Bridge），是连接尼日利亚拉各斯岛与拉各斯州大陆的三座桥梁之一（另两座是埃克桥和卡特桥）。自建成起至1996年埃及开罗的10月6日大桥竣工，第三大陆桥是非洲最长的桥梁。

## 历史
1970年代，随着尼日利亚内战的结束，石油价格一路上涨，该国的经济渐趋好转。当地产生了改善基础设施的需求，尤其是该国人口最多的城市、也是该国当时首都的拉各斯。拉各斯是海滨城市，有港口交通拥堵的问题。车流量的上升催生了在拉各斯岛商业区和城市化居民区不断增加的拉各斯大陆地区之间动工建设第三座桥梁的设想。
1976年签订了建设第三座大桥的合同。桥梁建设分步进行：第一阶段由PGH财团赞助，Trevi集团负责打桩。这一段长5公里，从拉各斯岛开始，到大陆上的艾布特梅塔结束，通往雅巴。桥高3公里，用钢筋混凝土制成。桩基高度由36米到54米不等，跨越湖面的主桥所用的桩基直径为1500毫米，上下桥匝道所用的直径则为800毫米到1200毫米。第一阶段工程于1980年完工。

## 危机
截至2006年，许多通勤人士报告第三大陆桥正明显地震动，其状况急需关注。
2020年7月6日，当地政府宣布再次临时关闭第三大陆桥六个月以修整大桥。当年7月24日至2021年1月24日期间，施工队为这座有30年服役史的大桥更换了磨损的轴承和伸缩缝。